# Немсадзе, Георгий Важаевич
Гео́ргий Важа́евич Немса́дзе (род. 10 мая 1972, Тбилиси) — грузинский футболист, полузащитник; тренер.

## Карьера
Начинал футбольную карьеру в ведущем клубе Грузинской ССР — «Динамо» (Тбилиси). В 1989 году дебютировал в высшей лиге чемпионата СССР. За сезон провёл 5 игр, забил 1 мяч.
С 1990 выступал в чемпионате Грузии — сначала 2 сезона за «Иберию» (новое название тбилисского «Динамо»), потом сезон за «Гурию». Сезон 1992/93 играл за «Шевардени-1906», после чего вернулся в «Динамо».
В 1995 перешёл в клуб германской региональной лиги «Хомбург», где выступал вместе с другими грузинскими футболистами. В 1996 ушёл в турецкий «Трабзонспор», а уже через год выступал в швейцарском «Грассхоппере».
В сезоне 1999/2000 играл за клуб Серии B «Реджана». За команду провёл 6 игр, закрепиться в команде помешала травма.
В 2000 году вернулся в Грузию, играл за «Локомотив» (Тбилиси) и «Динамо» (Тбилиси).
В середине 2000 перешёл в шотландский клуб «Данди», где за 4 года отыграл в высшей лиге 79 матчей. Завершил карьеру в сезоне 2004/05, вновь играя за «Динамо» (Тбилиси).
С 1992 по 2004 годы играл за сборную Грузии, провёл 69 встреч, был капитаном сборной.
В 2010 году включён в зал славы «Данди».

## Семья
Сын Георгия Немсадзе Важа (род. 1990) также стал футболистом.